# Horst Beck
Horst Beck (* 9. März 1913 in Leipzig; † 21. September 1974 in Hamburg) war ein deutscher Schauspieler, Synchron- und Hörspielsprecher.

## Leben
Beck debütierte 1932 in Berlin am Theater am Schiffbauerdamm. 1941 kam er nach Hamburg und trat zunächst  in Altona und am Deutschen Schauspielhaus auf. Nach dem Krieg arbeitete er viele Jahre als Schauspieler und Regisseur an den Hamburger Kammerspielen. Seinen letzten Auftritt hatte er in der Rolle des Einsteins in Die Physiker von Friedrich Dürrenmatt.
Als Nebendarsteller wirkte er in den 1950er Jahren in zahlreichen Spielfilmen mit, später war er besonders für das Fernsehen tätig. 1964 spielte er in der Stahlnetz-Folge Rehe, die auf der Entführung von Joachim Göhner basierte, neben Heinz Engelmann und Sigurd Fitzek eine der Hauptrollen (Kriminalkommissar Waitl). In dem Dreiteiler Die Gentlemen bitten zur Kasse übernahm er 1965 die Rolle des zwielichtigen Twinky, der den Postzugräubern wertvolle Informationen gibt, die Ganoven dann aber aus Unzufriedenheit anonym verrät. Eine Dauerrolle hatte Beck 1968 als Erwin Wernicke in der Serie Anker hoch und Leinen los!.
Als Synchronsprecher lieh er unter anderem James Finlayson und David Tomlinson seine Stimme. Als Hörspielsprecher gehörte er in den 1960er und -70er Jahren zur Stammbesetzung bei Europa und sprach u. a. Sam Hawkens in Winnetou. Er war der Vater der Schauspielerin Susanne Beck.
Am 21. September 1974 verstarb Horst Beck überraschend bei den Proben zu einem Fernsehspiel in Hamburg. Er wurde 61 Jahre alt. Die Beisetzung fand auf dem Friedhof Ohlsdorf in Hamburg statt. Die Grabstätte, die sich südlich von Kapelle 1 befand, existiert nicht mehr.

## Filmografie (Auswahl)
- 1933: Reifende Jugend
- 1934: Wenn ich König wär
- 1934: So ein Flegel
- 1934: Besuch im Karzer
- 1935: Hermine und die sieben Aufrechten
- 1948: Blockierte Signale
- 1951: Sensation in San Remo
- 1952: Lockende Sterne
- 1952: Ein ganz großes Kind
- 1952: Die Diebin von Bagdad
- 1952: Königin der Arena
- 1952: Toxi
- 1953: Dame Kobold
- 1954: Tanz in der Sonne
- 1955: Die Mädels vom Immenhof
- 1955: Ingrid – Die Geschichte eines Fotomodells
- 1955: Kinder, Mütter und ein General
- 1955: Zwei blaue Augen
- 1955: Des Teufels General
- 1956: Ein Herz kehrt heim
- 1957: Glücksritter
- 1957: Der müde Theodor
- 1958: Grabenplatz 17
- 1958: Sebastian Kneipp – Ein großes Leben
- 1958: Einmal noch die Heimat seh’n
- 1958: Die Straße
- 1958: Nachtschwester Ingeborg
- 1958: Madeleine und der Legionär
- 1958: Gefährdete Mädchen
- 1959: Mädchen für die Mambo-Bar
- 1959: Frau im besten Mannesalter
- 1959: Hubertusjagd
- 1959: Meine Tochter Patricia
- 1959: Der lustige Krieg des Hauptmann Pedro
- 1960: Gauner-Serenade
- 1961: Jack Mortimer (Fernsehfilm)
- 1963–1966: Hafenpolizei  (Serie – 4 Folgen)
- 1964: Polizeirevier Davidswache
- 1964: Stahlnetz: Rehe
- 1964: Das Kriminalgericht – Der Fall Nebe
- 1965: Das zweite Gesicht (Serie Paul Klinger erzählt Abenteuerliche Geschichten)
- 1965: Die eigenen vier Wände
- 1965: Onkel Phils Nachlaß
- 1965: Jedes Geschäft hat sein Risiko (Serie: Gestatten, mein Name ist Cox)
- 1966: Die Ermittlung
- 1966: Die Gentlemen bitten zur Kasse (Mehrteiler)
- 1966: Goldfische (Serie John Klings Abenteuer)
- 1966: Der schwarze Freitag
- 1966: Standgericht
- 1966: Außenkommando (Serie: Polizeifunk ruft)
- 1967: Der Renegat
- 1967: Im Flamingo-Club (Serie – 1 Folge)
- 1967: Ein Fall für Titus Bunge (Serie - 2 Folgen)
- 1967–1968: Landarzt Dr. Brock (Serie – 2 Folgen)
- 1967–1972: Dem Täter auf der Spur (Serie – 4 Folgen)
- 1968: Nationalkomitee Freies Deutschland
- 1968: Stahlnetz: Ein Toter zuviel
- 1968: Zirkus meines Lebens (Serie)
- 1968: Anker auf und Leinen los! (Serie)
- 1968: Das Ferienschiff (Serie – 11 Folgen)
- 1968: Sir Roger Casement (Fernseh-Zweiteiler)
- 1969: Alles auf Sieg (Serie Percy Stuart)
- 1969: Der Modellfall (Serie Polizeifunk ruft)
- 1969: Marinemeuterei 1917
- 1970: Maximilian von Mexiko (Fernsehfilm)
- 1970: Die Barrikade
- 1970: Abra Makabra
- 1971: Tatort: Blechschaden
- 1971: Blondinen im Schussfeld (Serie Hamburg Transit)
- 1972: Wenn Steine sprechen (Serie Tatort)
- 1974: Die Verrohung des Franz Blum
- 1974: Ich wollte, dass er glücklich ist (Serie Motiv Liebe)
- 1975: Die Stadt im Tal (Mehrteiler)
- 1975: Hoftheater (Serie)
- 1976: Freiwillige Feuerwehr
- 1976: Aus nichtigem Anlaß